# Grounded Vindaloop
"Grounded Vindaloop" é o episódio 254 global e o sétimo da décima oitava temporada da série de desenho animado South Park, escrito e dirigido pelo co-criador da série Trey Parker. O episódio estreou no canal Comedy Central no dia 12 de novembro de 2014. O episódio satiriza os temas realidade virtual, os oculus Rift e as centrais de atendimento.

## Recepção
O episódio recebeu críticas, maioria positivas dos críticos. O episódio recebeu uma nota C+ de Eric Thurm do The A.V. Club, que comentou que ele "não tinha ideia do que realmente 'aconteceria' no episódio." Max Nicholson da IGN deu ao episódio uma média de 8,0 de 10, chamando-o de "facilmente um dos episódios mais inteligentes da Temporada 18 até agora." Chris Longo do Den of Geek deu o episódio 4.5 de 5 estrelas e afirmou que "um episódio como este é um claro caminho que Matt e Trey podem ignorar os dois episódios anteriores e voltarem a fazer o melhor episódio da temporada."